# Stàraia
Stàraia (en rus: Старая) és un poble de l'óblast de Vladímir, a Rússia, que en el cens del 2010 tenia 13 habitants. Pertany al districte de Koltxúguino.